# Comuna Baluciîn, Busk
Baluciîn (în ucraineană Балучин) este o comună în raionul Busk, regiunea Liov, Ucraina, formată din satele Baluciîn (reședința) și Rusîliv.

## Demografie
Componența lingvistică a comunei Baluciîn
     Ucraineană (99,54%)
     Alte limbi (0,47%)
Conform recensământului din 2001, majoritatea populației comunei Baluciîn era vorbitoare de ucraineană (99,54%), existând în minoritate și vorbitori de alte limbi.